# Daniel Fernandes
Daniel Márcio Fernandes, född 25 september 1983, är en portugisisk-kanadensisk fotbollsmålvakt har spelat 90 ligamatcher för den grekiska klubben PAOK FC. 
Han skrev kontrakt kontrakt med Lillestrøm SK för säsongen 2017 men kontraktet avbröts i juli efter att han testat positivt för et dopingklassat ADHD-preparat.
Fernandes har två yngre bröder. Han är gift med norska Tori-Kristin Fernandes och de har tillsammans dottern Vida Danyela.